# منتخب باكستان لهوكي الحقل للرجال
منتخب باكستان الوطني لهوكي الحقل للرجال (بالأردوية: پاکستان مردوں کی قومی ہاکی ٹیم)‏ هو ممثل باكستان الرسمي في المنافسات الدولية في هوكي الحقل .